# George Edward Moore
George Edward Moore, OM FBA mais conhecido como G. E. Moore, (Londres, 4 de novembro de 1873 — Cambridge, 24 de outubro de 1958) foi um filósofo britânico. Ao lado de Gottlob Frege, Bertrand Russell e Ludwig Wittgenstein, Moore foi um dos fundadores da corrente que ficou conhecida como filosofia analítica. Ele liderou a mudança do idealismo na filosofia britânica e se tornou conhecido por defender conceitos de senso comum e contribuir para os campos da ética, epistemologia e metafísica.
Dono de uma personalidade extraordinária e cativante, Moore foi um dos intelectuais mais admirados de sua época. Russell, então seu colega na Universidade de Cambridge, confessou nunca ter sentido tanta admiração por alguém quanto a que sentia por Moore. Exerceu grande influência no Grupo de Bloomsbury. Virgínia Woolf, um dos membros do grupo, disse estudar os escritos de Moore "como um inseto determinado a construir um ninho no topo de uma torre da Catedral".

## Biografia
No início do século exerceu influência sobre seus contemporâneos, sentida como vivificante e sobretudo liberadora, tanto no tocante ao idealismo e a certo obscurantismo neo-hegeliano quanto no tocante à respeitabilidade vitoriana: o Grupo de Bloomsbury o considerou um mentor. Seu livro Principia Ethica serviu de referências nos debates estudantis do grupo sobre a reação ao puritano pensamento vitoriano em favor da valorização das relações pessoais como a amizade e o deleite por objetos belos. Ele foi um entusiasta do keynesianismo por criar uma possibilidade de livrar o mundo do Reductio ad absurdum de benthanismo e do "utilitarismo marxista". Durante a infância foi religioso, mas posteriormente abandonou sua crença.
Filosoficamente, inaugurou o renascimento do realismo na Inglaterra e seu papel em fornecer fundamentos para a análise filosófica, além de métodos rigorosos. Baldwin menciona Moore como "um filósofo para os filósofos". Paul Arthur Schillip, analisa como Moore foi percebido como "o mais agudo, o mais hábil questionador da filosofia moderna" por seus contemporâneos e comentadores, destacando sua abordagem analítica e realista.
Confessou um dia com candura que o mundo e as ciências lhe teriam proposto problemas filosóficos, mas que as estranhas asserções dos filósofos muitas vezes lhe pareceram bem enigmáticas. Daí decorrem por certo dois aspectos importantes da empreitada de Moore: a defesa do senso comum e a elucidação das proposições. O campo de sua aplicação da análise é vasto: comporta os enunciados do próprio senso comum, os enunciados de percepção e os enunciados filosóficos. A reflexão sobre as técnicas de análise recebeu de Moore uma atenção especial, mas foi à leitura dos trabalhos do seu amigo Russell que Moore dedicou mais tempo e cuidado.
Foi também mestre e amigo do jovem Wittgenstein. Mas os filósofos da segunda geração, como Austin, Malcolm, Strawson, reconhecem nele o iniciador de um método de análise atenta ao uso e preocupada com as matizes do senso comum. Moore aparece assim no ponto de articulação entre a "antiga" e a "nova" análise. Compreende-se também por que a interpretação global de sua obra é motivo de controvérsia: assim é que alguns o glorificam por ter sido (através de seu artigo de 1925, A Defense of Common Sense), ao passo que outros, como Ayer, lhe são reconhecidos sobretudo por ter permitido à filosofia britânica resgatar sua verdadeira tradição, o realismo e o empirismo, depois do episódio aberrante do neo-idealismo hegeliano.
Schilpp descreve-o como "Um homem de ensino e do verbal mais que do escrito, de discussão e de argumentação, homem da indagação, polemista às vezes feroz, crítico sempre vigilante". De sua obra, Warnock escreve que é "em sua essência tão simples, tão direta, tão inteiramente cândida e desprovida de preconceitos que mal parece filosófica. É simplesmente discussão (it is just argument). Talvez seja esta sua virtude específica, segredo de sua força".